# Bahaba
Bahaba es un género de pez de la familia Sciaenidae en el orden de los Perciformes.

## Especies
Las especies de este género son:
- Bahaba chaptis
- Bahaba polykladiskos
- Bahaba taipingensis